# Сухов, Григорий Андреевич
Григорий Андреевич Сухов (16 января 1909, Нижнеудинск, Иркутская губерния, Российская империя — 13 декабря 1996, Хабаровск, Хабаровский край, Россия) — советский тренер по футболу и хоккею с мячом.

## Биография
В 1932 году был призван на армейскую службу, играл в футбол и хоккей с мячом за команду читинского Дома Красной армии. Вступил в Коммунистическую партию, работал организатором спортивных и культурных мероприятий. В 1940 году возглавил один из Домов Красной армии в Приморье (17-й армии).
В 1945 году в качестве культработника принял участие в боевых действиях во время советско-японской войны. Награждён орденами Отечественной войны II степени (6.04.1985), Красной Звезды (28.08.1945), медалями «За боевые заслуги», «За победу над Германией в Великой Отечественной войне 1941—1945 гг.», «За победу над Японией».
После окончания войны в звании майора продолжил службу в хабаровском Доме офицеров, стал начальником команд по футболу (с июля 1948) и хоккею с мячом (с 1949).
Играющий главный тренер (1948—1952), главный тренер (1953—1955, 1957—1959) хоккейной команды ДО / ОДО / СКВО, главный тренер (1954—1955) и тренер футбольной команды ДО / ОДО / СКВО. Главный тренер «Луча» Владивосток (1962—1964, по август).
Многие годы был членом президиума Федерации футбола Хабаровского края.

## Достижения
Хоккей с мячом
- Бронзовый призёр чемпионата СССР 1955
- Финалист Кубка СССР 1954
- Серебряный призёр чемпионата РСФСР 1952

Футбол
- Серебряный призёр чемпионата РСФСР 1950
- Бронзовый призёр чемпионата РСФСР 1954
- Обладатель Кубка РСФСР (1954, 1955).